# Грешневиков, Анатолий Николаевич
Анато́лий Никола́евич Грешневико́в (род. 29 августа 1956) — российский писатель, политик, депутат Государственной думы РФ ФС РФ I, II, III, IV, V, VI, VII, VIII созывов. В Государственной думе V, VI, VII, VIII созывов — член фракции «Справедливая Россия». В Госдуме VII, VIII созыва — член комитет Госдумы по экологии и охране окружающей среды, член Союза писателей России.
Из-за вторжения России на Украину, находится под международными санкциями Евросоюза, США и ряда других стран

## Биография
Родился 29 августа 1956 года на станции Краснодубровская Завьяловского района Алтайского края. Детские годы прошли в деревне Редкошово Борисоглебского района Ярославской области.
В 1971 году окончил Угличское часовое училище, в 1982 окончил году факультет журналистики Ленинградский ордена Ленина государственный университет имени имени А. А. Жданова, во время обучения был членом движения «Зелёная дружина».
С 1972 по 1974 год работал на Угличском часовом заводе «Чайка» в должности мастера. С 1974 по 1976 год — служил в рядах Советской армии. С 1982 по 1990 год работал в Борисоглебской районной газете «Новое время» в должности журналиста, заведующего отделом. С 1990 по 1993 год был народным депутатом РСФСР, членом Верховного Совета РСФСР.
В 1993 году впервые был избран депутатом Государственной думы РФ. Избирался в состав Государственной Думы I—IV созывов от Рыбинского одномандатного округа. В Госдуме I созыва был членом депутатской группы «Российский путь», в Госдуму II созыва избирался от блока «Власть — народу», был членом депутатской группы «Народовластие», в Госдуму III созыва избирался от «Российского общенародного союза», входил в депутатскую группу «Регионы России», в 2003 году избирался в Госдуму IV созыва от блока «Родина (народно-патриотический союз)», входил во фракцию «Справедливая Россия — Родина». В Госдуму V созыва был избран по спискам партии «Справедливая Россия: Родина/Пенсионеры/Жизнь», в состав Госдумы VI созыва избирался по спискам партии «Справедливая Россия».
На выборах в Государственную думу Федерального Собрания РФ VII созыва (2016 год) баллотировался по 195 Ростовскому одномандатному избирательному округу, Ярославская область и был избран депутатом Госдумы. В 2020 году Грешневиков находясь в Борисоглебском перенес инфаркт, был госпитализирован, перенес операцию и после курса восстановления вернулся к работе.

## Законотворческая деятельность
Один из восьми депутатов Госдумы, работавший во всех VII созывах. За время работы в Государственной Думе с 1993 года выступил соавтором 169 законопроектов, из них в VII созыве 80 законопроектов.

## Санкции
30 сентября 2022 года был внесён в санкционный список США в ответ на «фиктивные референдумы» и «аннексию территорий Украины российскими оккупационными силами». Государственный департамент отмечает что депутаты единогласно приняли закон о фейках, а некоторые депутаты сыграли ключевую роль в распространении российской дезинформации о войне.
16 декабря 2022 года внесён в санкционный список Евросоюза за поддержку и реализации политики, подрывающую территориальную целостность, суверенитет и независимость Украины.
23 февраля 2023 года включён в санкционный список Канады «соратников режима», так как он «голосовал за законодательство связанное с вторжением и попыткой аннексии четырёх регионов Украины».

По аналогичным основаниям находится под санкциями Швейцарии, Украины и Новой Зеландии.

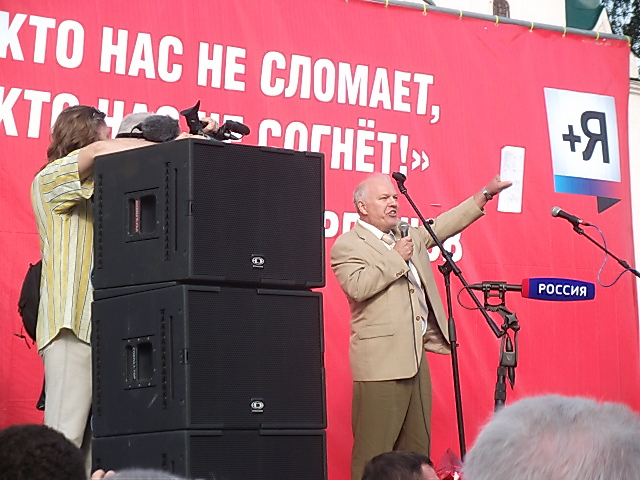
А. Грешневиков выступает на митинге в поддержку Е. Урлашова, Ярославль, 16 июля 2013 года

## Награды
- Орден Дружбы (19 декабря 2019 года) — за большой вклад в развитие парламентаризма и активную законотворческую деятельность[16]
- Медаль ордена «За заслуги перед Отечеством» II степени (20 апреля 2006 года) — за активное участие в законотворческой деятельности и многолетнюю добросовестную работу[17].
- Почётная грамота правительства Российской Федерации (6 мая 2008 года) — за заслуги в законотворческой деятельности и активное участие в развитии парламентаризма в Российской Федерации[18].
- Благодарность Правительства Российской Федерации (16 декабря 2019 года) — за большой вклад в развитие российского парламентаризма и активную законотворческую деятельность[19].
- Орден святого благоверного князя Даниила Московского III степени (за восстановление памятников истории и культуры, русских православных святынь; 1999)
- Медаль «За охрану природы» (2000, 2003)
- Награждён памятной медалью к 300-летию Санкт-Петербурга, медалью «В память 850-летия Москвы».
- Благодарность Министра культуры и массовых коммуникаций Российской Федерации (24 августа 2006 года) — за многолетнюю плодотворную работу, значительный вклад в дело сохранения культурно-исторического наследия России и в связи с 50-летием со дня рождения[20].
- Памятный знак «МПА СНГ. 30 лет» (16 ноября 2023 года, Межпарламентская ассамблея СНГ) — за заслуги в деле развития и укрепления парламентаризма, за вклад в развитие и совершенствование правовых основ функционирования Содружества Независимых Государств, укрепление международных связей и межпарламентского сотрудничества[21].

## Книги и публикации
Лауреат премии союза журналистов СССР. Автор 16 книг, таких как:
- «Копье Пересвета»
- «Расстрелянный парламент»
- «Зеленый посох»
- «Казнь русского леса»
- «Информационная война»
- «Экологический букварь»
- «Совесть русского народа. Василий Белов и Валентин Распутин».

Большая часть книг рассказывает об истории России, истории литературы, политической системы и журналистики.
В 2019 году как депутат обращал внимание прокурора Юрия Чайки на творчество Дмитрия Быкова и рекомендовал привлечь писателя к уголовной ответственности за слова о роли генерала Власова.

## Личная жизнь
Жена — главный редактор Борисоглебской районной газеты. Двое сыновей: Евгений и Дмитрий
Хобби — коллекционирование живописи, рыбалка, фотоохота.